# Jean de Cossonay
Jean de Cossonay († 18. Juni 1273) war von 1240 bis 1273 Bischof von Lausanne.

## Leben
Jean de Cossonay entstammt dem waadtländischen Adelsgeschlecht der Herren von Cossonay. Er war der Sohn von Jean, Herr von Cossonay, und der Agnes. Jean war Mitglied des Domkapitels von Lausanne und von 1231 bis 1239 Kanzler des Bischofs. Nach dem Tode seines Vorgängers Bonifatius konnte sich das Domkapitel nicht auf einen gemeinsamen Kandidaten einigen. Die Mehrheit  wählte Philipp von Savoyen, eine Minderheit, die von den päpstlichen Gesandten, dem Erzbischof von Besançon und dem Bischof von Langres unterstützt wurde, wählte Jean de Cossonay. Daraufhin kam es zwischen den Anhängern der beiden Kandidaten zu bewaffneten Kämpfen, bei denen ein Teil der Cité von Lausanne abbrannte. Dank der Intervention von Papst Innozenz IV. konnte sich Jean 1241 endgültig durchsetzen. Philipp wurde kurze Zeit später Bischof von Valence und 1245 Erzbischof von Lyon. Die Auseinandersetzung zwischen Bischof und dem Grafen von Savoyen führten 1260 zu einer Aufteilung der weltlichen Gerichtsbarkeit in Lausanne zwischen Jean und dem Grafen Peter II. von Savoyen und 1271 zu einem Bündnis mit Graf Philipp I. von Savoyen.